# Bring 'Em In
Albums de Mando Diao
Premier album Hurricane Bar
(2004)
Singles
Bring 'Em In est le premier album du groupe de rock suédois Mando Diao. Il est sorti en 2002 en Suède et en 2003 dans le reste du monde.

## Pistes
1. Sheepdog (3 min 36 s)
2. Sweet Ride (2 min 04 s)
3. Motown Blood (2 min 03 s)
4. Mr. Moon (3 min 30 s)
5. The Band (3 min 19 s)
6. To China With Love (5 min 02 s)
7. Paralyzed (4 min 09 s)
8. P.U.S.A (2 min 38 s)
9. Little Boy Jr. (2 min 55 s)
10. Lady (2 min 32 s)
11. Bring 'Em In (2 min 13 s)
12. Lauren's Cathedral (4 min 02 s)

## Singles et EP

### Singles
- Mr. Moon - Single (2002)
- The Band - Single (2002)
- Sheepdog - Single (2003)
- Sheepdog - Vinyl 7 (2004)
- Sheepdog - Single (2004)
- Paralyzed - Single version britannique (2004)

### EP
- Motown Blood - EP (2002)
- Sheepdog - EP version japonaise (2003)
- Sheepdog - Vinyl 7 (2004)
- Paralyzed - EP version US (2004)
- Paralyzed - EP (2004)

## Composition du groupe
- Gustaf Norén (chant, guitare, orgue, percussion)
- Björn Dixgård (vocals, guitare)
- Carl-Johan « CJ » Fogelklou (chœur, basse, orgue)
- Samuel Giers (chœur, batterie, percussion)
- Mats Björke (claviers)